# Zgarniak

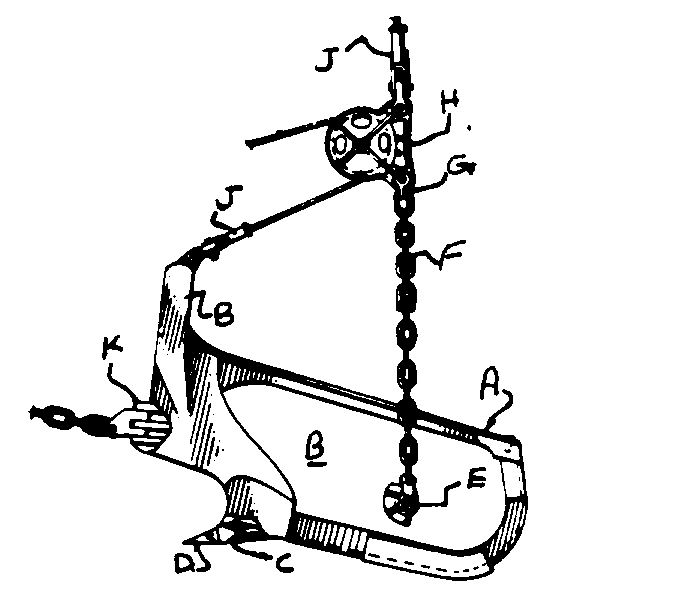
A - Skrzynka;
B - Ścianki;
C - Dno;
D - Zęby;
E - uchwyt łańcucha;
F - Łańcuch;
G - Uchwyt;
H - Krążek;
I - Lina nośna;
J - Uchwyt liny rozkładowczej;
K - Uchwyt.

Zgarniak – narzędzie robocze koparki zgarniakowej. Zawieszony jest na linie nośnej, a ciągniony przez linę ciągnącą. Kąt przyłożenia zgarniaka zależny jest od miejsca przymocowania liny ciągnącej - im wyżej jest przymocowana, tym większy kąt natarcia i skrawana jest grubsza warstwa gruntu.

## Cykl pracy zgarniaka
1. Po zluzowaniu liny ciągnącej i obrocie koparki od miejsca wysypu, zluzowana zostaje lina nośna, wskutek czego zgarniak pod wpływem własnego ciężaru wbija się w podłoże
2. Lina nośna pozostaje zluzowana, natomiast lina ciągnąca jest powoli napinana, wskutek czego zgarniak ciągnięty jest po podłożu.
3. Po zakończeniu drogi skrawania napinana jest lina nośna, wskutek czego zgarniak podnoszony jest do góry. Lina ciągnąca pozostaje napięta, przez co przód zgarniaka jest uniesiony.
4. Przy wysypie urobku luzowana jest lina ciągnąca.